# Tom Penny
Tom Penny, britanski poklicni rolkar, * 13. april 1977, Dorchester, Združeno kraljestvo.
Penny je v rolkarskem svetu znan po svojem mirnem slogu in njegovih naravnih sposobnostih. Njegov položaj na rolki je regular. Zelo znan je po tem, da je eden izmed redkih, ki se ni podredil slavi in se ne udeležuje tekmovanj - rolka samo zaradi zabave. Zaradi prevelike popularnosti se je odselil v mesto Sv. Viktor v Franciji, čeprav še vedno veliko potuje z rolkarskimi ekipami.
Na DVD različici rolkarskega filma Menikmati najdemo posnetke njegovega rolkanja iz otroštva.
| - Flip (??? - ???) | - Extremely Sorry (Flip, 2009) |